# 紅神楽
『紅神楽』（くれないかぐら）は、2012年7月27日にでぼの巣製作所より発売されたアダルトゲーム。「主人公&巫女グループ対妖怪グループ」のタクティカルSLGパートとヒロインとの会話と楽しむADVパートを繰り返しながらゲームが進行する。2013年4月26日には本作の追加シナリオが発売された。

## ストーリー
舞台は現代の地方都市郊外の山奥にある岳社神社。そこに妖怪退治のために派遣された退魔巫女・新堂勇と、勇によって石に封印された妖怪で主人公の石動大は、神社を管理する巫女の姉妹・八代護と八代祈と協力して、妖怪退治に行おうとした。しかし、その矢先に近くの古城・迅房城（はやぶさじょう）を根城にする妖怪集団の総大将や幹部である鬼三兄妹の末っ子の向日葵が妖怪達を率いて、神社を襲撃してきた。そこで、石動と向日葵が昔馴染みだと明らかになるが、再会を懐かしむどころか、向日葵は石動が3年前に石動の父親である前総大将を暗殺した罪で糾弾し始めた。しかし、3年前には石動は勇によって封印され、自由に行動できる状態ではなかった。石動は無実を主張するが、向日葵達は全く聞く耳持たない。こうして、妖怪・石動は退魔巫女の勇＆護と組み、古巣の迅房城の妖怪達との壮絶な戦いが始まる。一体、誰が何の目的で総大将を殺したのか?

## 登場人物
石動 大（いするぎ まさる）
声：秋原葉
主人公。外見は人間だが、正体は妖怪・塗坊。
性格は明朗、理知的で口達者。
5年前に新堂勇と戦い結果、漬物石に封印された。
文字通り手も足も出ない状態でも、結構自己主張したりからかったりして、勇と共に過ごしていたが、向日葵との戦闘で、緊急事態のために封印が解かれた。
退魔巫女とは敵対関係であるが、向日葵達とも確執があって、自身の潔白を解くためには神社側についた方が得策と考え、勇達と協力する。また、人間と対立するリスクから向日葵達に不戦を説く。
妖怪のため、実年齢は数百歳。人間生活も長いため、生活力は結構高く、テレビでは国会中継を理解できるほど知性は高い。携帯電話もスマートフォンに替えていて、勇よりＩＴ系に詳しい。
身体は丈夫で、素手による徒手空拳が得意。戦闘から呪符作りまで出来る範囲は幅広い。土蔵で捕獲した妖怪の合成をしている。
妖怪になった原因は、数百年前に人間の子供だった頃、妖怪への生贄にされていたが、生存本能と食欲のために妖怪（猪型）を殺し、食したため。（勇は、実名は出していないが、旧神楽シリーズ「鬼神楽」の木島卓也を似たような妖怪化の例に出している）
新堂 勇（しんどう いさむ）
声：伊東サラ
杜機関から派遣された退魔巫女。日本刀による剣術が得意だが、柔術も出来る。元は最前線で戦う優れた才能を持った巫女であったが、石動を封印するために力の大半を失い、現在の実力は見習い巫女より少し強い程度。石動を解放した後も、霊力は戻らず、石動と契約して戦闘できるだけの霊力を受け取っている。
性格は、誇り高く堅物で冷徹、自分に厳しく他人にも厳しい。
しかし、口達者な石動や天然の護などと接していると、翻弄されたり突っ込み役になる事が多い。また、直情的で手も早く、石動や妖怪相手だとすぐに斬りかかろうとする危ない面もある。
一人称は「某（それがし）」で、武士のような堅苦しい口調で話す。これは、時代劇が好きなためで、勇の両親は普通の口調。勇の両親も優秀な退魔士で、既に故人だが、勇にとって重要な心の支えである。機械や家事が苦手だが、本人は認めていない。
趣味は恋愛系のポエムを書くことだが、それを知られると烈火のごとく怒る。ゲームでは鍛錬のため境内にいる事が多い。
妖怪化したときは絡新婦となる。獲物を喰う性質は持っていない。石動は「勇ならいずれ妖気を飼いならせる」と判断し山の封鎖に留めた
八代 護（やしろ まもり）
声：青井美海
岳杜神社を管理する巫女。弓による遠距離攻撃が得意。
いかにも儚い感じのおっとりした美少女。華奢だが巨乳。性格は天然で、包容力は高い。病弱で大人しそうな外見だが、根はお転婆で、入院時代は病院から脱走して食べ歩きをして、現在は木登りや狩りなど山遊びが趣味というアウトドア派。病気やアウトドア趣味のために何度も死にかけているが、死に対して達観している。周囲には再三無茶しないように注意されているが、本人は全く意に介してない。
勇と違って一般家庭で育ち、昔は健康体だったが、吸血系の妖怪に襲われ、血を大量に吸われた事がきっかけで、病弱になり療養を兼ねて見習い巫女になり、岳社神社の管理のために派遣された。
そのため当初は戦闘に不向きに思われたが、向日葵達の襲撃の際に石動に霊力をもらい撃退に成功し、以後も戦闘に参加するのだが、基本的に病弱のために霊力を使い果たすと戦況に深刻な影響をもたらす事も多い。
戦闘以外では、霊感が鋭く敵の探知などに役立っている。
ゲームでは、森で木登りなどして遊んでいるか、自室で寝込んでいる場合が多い。
妖怪化した時は木霊となる。山に逃げたがいずれ戻ってくると石動は判断した
八代 祈（やしろ いのり）
声：水霧けいと
護の妹で、護と同様に岳社神社を管理している巫女。徒手空拳が得意だが実戦レベルではなく、普段は戦闘外のサポートを務める事務方担当。
アイテム作成や符術の研究を行なう。
性格は明るく闊達でしっかり者、時々ツッコミ担当。幼い頃から護の世話をしてきた為、相当しっかりしていて、家事も一手に担っている。コンピュータにも詳しく、ネットを用いた情報収集も得意。趣味は、料理、貯金、姉のお世話。自由奔放な護にいつも苦労させられているが、護と一緒に巫女になるほど護が好き。ペット観察のように姉の反応や寝姿を見るのが特に好きで、入院日記も書いていた。
あるルートでは、向日葵と一蓮托生(主と使い魔)の関係になる。
向日葵（ひまわり）
声：民安ともえ
総大将・牡丹の妹。鬼三兄妹の末っ子。一人称は「ボク」。石動を「石動の兄ちゃん」と呼んでいる。
性格は天真爛漫で活発。単純で、足し算も出来ないほど頭は良くない。
また鬼でもあるため、人間社会では非常識の言動が目立つ。
素早く雷を操る鬼で、小柄ながら人間より力は強い。
当初は石動と対立していたが、石動への誤解が徐々に解けていくと、敵対関係ながら一緒に遊びに行くほどになる。また祈とも仲がよくなり、ルート次第では、祈と一蓮托生(主と使い魔)の関係になり、石動達と協力して戦う事になる。
敵であるが、向日葵に負けても陵辱されない。
牡丹（ぼたん）
声：チャオ・ササキ
赤鬼で鬼三兄妹の長兄。迅房城に棲む妖怪達の現・総大将。
頭は悪いが、怪力で好戦的。短気で粗暴だが、仲間思いな一面もある。ただし、怒りで我を忘れると周囲を巻き込みかねないほど暴れ回る。
戦闘のスタイルは、パワータイプで罠や策略は好まない。薬は生理的にも嫌い。強い者と戦う事が生き甲斐で、その結果死んでも後悔しないタイプ。
石動は前総大将を暗殺して、最も得する者として現総大将の牡丹を疑うが、牡丹ならば暗殺なんてしないで、堂々と挑戦するタイプとして疑惑を即撤回した。
あるルートでは、向日葵の身を案じて、信用できる相手に託す妹思いな面を見せる。
紅検校により殺され、復活した際も少しの間だが正気を保っていた
露草（つゆくさ）
声：リッキー力
青鬼。鬼三兄妹の次兄。妖怪達の幹部で、牡丹の参謀兼なだめ役。
兄より多少知恵があるが、やはり頭は良くなく、好戦的タイプで猛者。謀略家の一面はあるが本質は鬼であり、戦う事に生きる意義を見出している。
もっとも石動が城にいた頃は、今のような謀略を駆使するタイプではなく、しかも前総大将殺しの犯人を真っ先に石動だと名指しした張本人であるため、石動は最重要容疑者だと思っている。
牡丹同様、あるルートで向日葵の身を案じて、信用できる相手に託す妹思いな面を見せる。
紅検校により殺され、復活した際も少しの間だが正気を保っていた。
桐生 小太郎（きりゅう こたろう）
声：神楽坂恋詩
盲目の美青年で、妖怪絡みの情報屋。退魔機関『杜機関』の協力者でもある。岳杜神社には、八代祈を通じて山や街で起こった事件の情報を提供してくれている。
常に白杖を持ち、サングラスを掛けている。
性格は温和で、礼儀正しい。妖怪に遭遇しても全く動揺せず、結構冷静沈着。盲目であるため、視覚は使えないが聴覚は鋭く、周囲の世間話から流行の店などにも詳しい。
実は紅検校そのものである。
塗大将（ぬりたいしょう）＜通称＞
石動大の父で、前・総大将の塗坊。ある人物によって暗殺された。人間姿は巨漢で肥満に見えるぐらいの筋骨隆々、妖怪姿は４階分の高い壁のような人型だと称された。紆余曲折の末、復活した時に石動と対峙する。
自身の死について特に悲観も怒りも無く、息子に対し放任主義で、素っ気無く見えるような最期の会話を交わすが、石動は「湿っぽいのはお互いの柄じゃねえんでな」と理解している。向日葵と同様、敗れても陵辱されない。
紅検校（くれないけんぎょう）
声：神楽坂恋詩
吸血系の妖怪。迅房城の妖怪達の一員で、牡丹が総大将の頃は意図的に目立たない存在だったが、後半では重要な役割を持つ。
丁寧な口調で一見穏やかだが、性格は非情で狡猾な策略家。以前吸血した護を媒介として神社側の情報収集を行うなど、戦闘より術など策略を駆使して、石動達を追い詰め翻弄しようとする。
実は人間時代に石動と同様、妖怪の生贄にされそうになった仲で、彼の行動原理はその時のトラウマが起因している。
青行燈という女妖怪には忠実で、彼女の為なら何でもする。

## スタッフ
- キャラクターデザイン：山本和枝
- シナリオ：寺岡健治

## 主題歌
- 主題歌：「紅舞（くれないまう）」
  - ボーカル：佐藤ひろ美
  - 作詞・作曲：しほり
  - 編曲：井ノ原智
- EDテーマ：「夢咲き神楽」
  - 作詞・歌：オリヒメヨゾラ
  - 作曲・編曲：Yack.